# Synagoga w Oleśnie
Synagoga w Oleśnie (niem. Synagoge in Rosenberg) – nieistniejąca obecnie synagoga, która znajdowała się w Oleśnie przy obecnej ulicy Wielkie Przedmieście.

## Historia
Historia synagogi nie została do końca zbadana, a wiele faktów z jej historii pozostaje nieznanych lub nie do końca wyjaśnionych. Synagoga została zbudowana prawdopodobnie w latach 1887–1889. Przypuszczalnie zaprojektował ją ówczesny przewodniczący gminy żydowskiej w Oleśnie, Siegfried Schlesinger. Stanęła na miejscu swojej poprzedniczki.
Podczas nocy kryształowej z 9 na 10 listopada 1938 bojówki hitlerowskie spaliły synagogę. Eleonora Bergman w książce Nurt mauretański w architekturze synagog Europy Środkowo-Wschodniej w XIX i na początku XX wieku zwraca uwagę na plan miasta Olesna dołączony do książki Jerzego Eysymontta Olesno. Studium historyczno-urbanistyczne, na którym widnieje podpis: A[r]ch. Bud. Zygmunt Szkorny 1.6.1945. Zaznaczono na nim i opisano synagogę, co może sugerować, że istniała jeszcze po II wojnie światowej.
Do dziś zachował się jeden ocalony zwój Tory, który obecnie znajduje się w synagodze w Manili.

## Architektura
Murowany z cegły i orientowany budynek synagogi wzniesiono w stylu mauretańskim, z elementami neoromańskimi i neogotyckimi. Korpus główny założono na planie prostokąta. Część frontowa, którą wieńczyły pseudowieże była nieco szersza. Zwieńczono je trzema cebulastymi kopułami, gdzie na głównej osi frontu była największa i umieszczona z pseudoromańskim tamburem.
Od strony wschodniej budynku znajdowała się węższa od korpusu głównego część prostokątna, z niewielką trójboczną apsydą, zwieńczoną glorietą z mauretańską kopułką. Prawdopodobnie chciano osiągnąć taki efekt, jak w synagodze w Bruchsal, gdzie wyraźnie nawiązano do wizerunku Świątyni Jerozolimskiej w postaci Meczetu na Skale.
Wnętrze synagogi posiadało wystrój w stylu neogotycko-neoromańskim. Główna sala modlitewna otoczona była z trzech stron galeriami dla kobiet, wspartymi na mauretańskich kolumnach. Obramowanie aron ha-kodesz oraz płytkie wnęki na ścianach uzyskały kształt łuku podkowiastego. Ściany były zdobione malowidłami o motywie geometrycznym.